# پترزبورگ (تگزاس)
پترزبورگ، تگزاس (به انگلیسی: Petersburg, Texas) یک شهر در ایالات متحده آمریکا با جمعیت ۱٬۲۰۲ نفر است که در تگزاس واقع شده‌است.

## موقعیت جغرافیایی
موقعیت جغرافیایی شهرها و مناطق اطراف به شرح زیر است: